# Tallboy

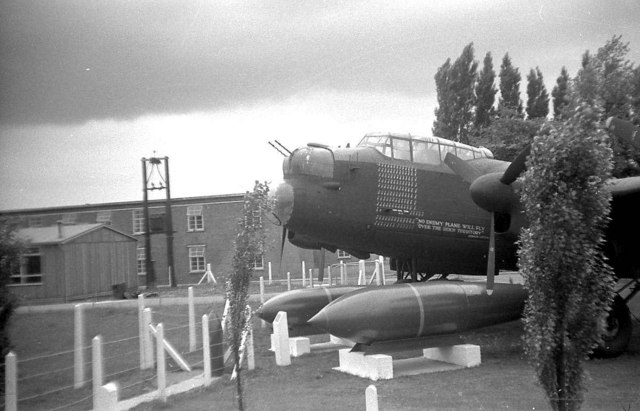
Avro Lancaster met twee Tallboy bommen

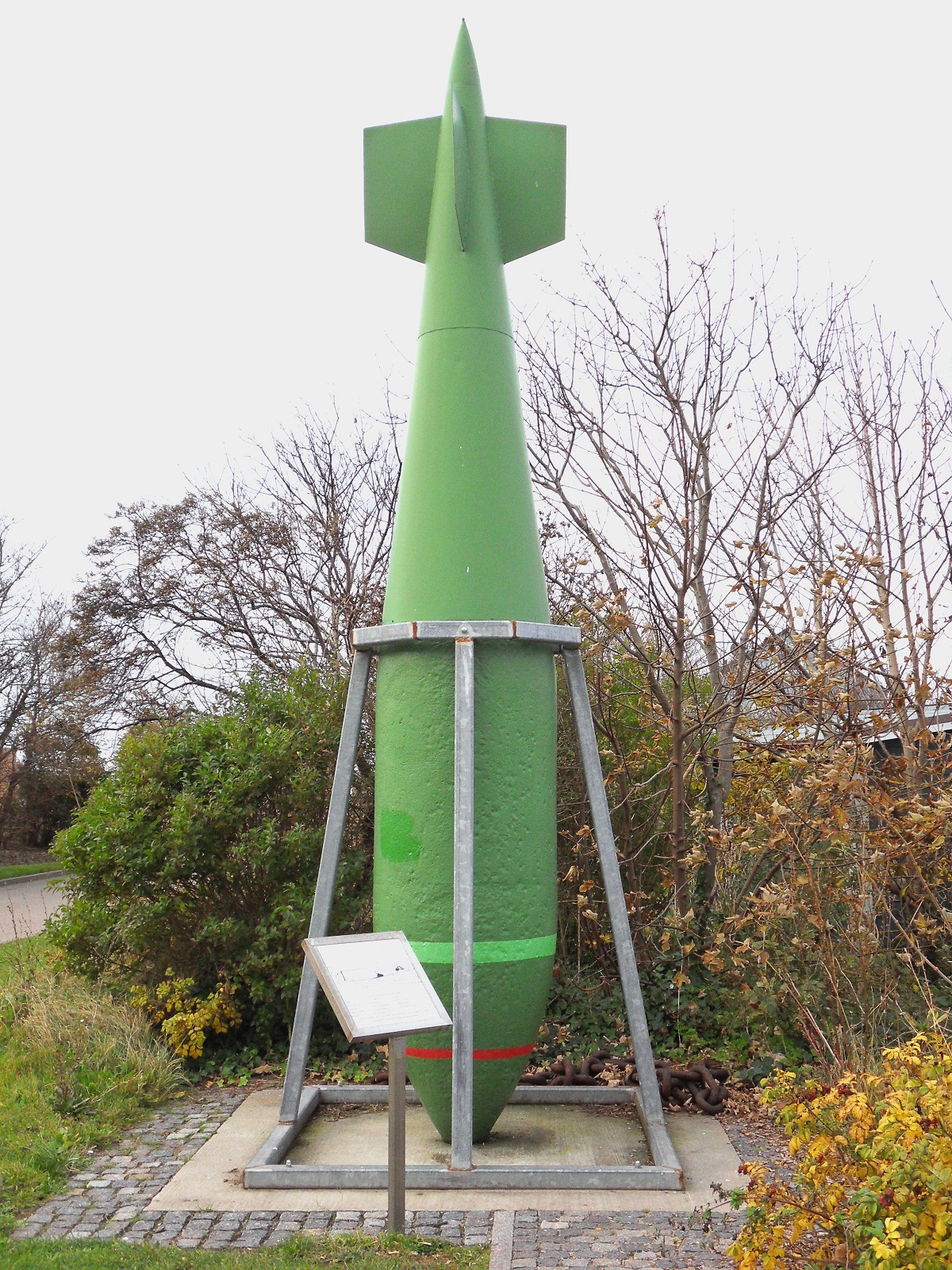
Tallboy

Tallboy was een ruim vijf ton zware conventionele vliegtuigbom die de geallieerden gebruikten aan het einde van de Tweede Wereldoorlog.

## Ontwerp
De bom werd ontwikkeld door de Britse wetenschapper Barnes Wallis, met het doel om diep in de oppervlakte door te dringen alvorens te ontploffen. De schade die de bom aanrichtte werd vooral veroorzaakt door de seismische golf die werd geproduceerd. Het oorspronkelijke ontwerp was tien ton zwaar, maar er was op dat moment geen bommenwerper die zo een zware bom kon afwerpen.
De bom bestond uit een dikke mantel van gehard gietstaal die in een stuk werd gegoten. Hij had een aerodynamische vorm, zodat een hoge snelheid kon worden bereikt. De bom had echter de neiging te gaan kantelen wanneer de geluidssnelheid werd benaderd. Door de staartvinnen enkele graden uit het lood te zetten ging de bom tijdens de val steeds sneller draaien, en het gyroscopische effect dat daardoor ontstond zorgde dat de bom niet kantelde. De productiekosten waren hoog door de hoge materiaalkosten en door de precieze productie met handwerk.

## Gebruik
De bommen werden afgeworpen door een speciaal type van de Avro Lancaster bommenwerper gebruikt door 617e Squadron RAF op een hoogte van 6000 meter zodat ze tegen de tijd dat deze de grond raakten de geluidssnelheid hadden. In 1944 werd de Tallboy voor het eerst gebruikt, vooral tegen Duitse langeafstandswapens V1, V2 en V3 (Operation Crossbow). Onder andere werd op 6 juli 1944 het V3-complex bij Mimoyecques getroffen.
Het bekendste gebruik van dit projectiel is waarschijnlijk de aanval op het Duitse slagschip Tirpitz op 12 november 1944, waarbij de Tirpitz zonk in de Tromsøfjord. Bij een eerdere aanval met Tallboys op 15 september was het voordek al getroffen. In april 1945 werd de Lützow nabij Swinemünde zwaar beschadigd door een aanval met drie Tallboy-bommen.
Op 15 december 1944 werden in IJmuiden de twee Duitse Schnellbootbunker met Tallboys bestookt; de een raakte onbruikbaar en de andere is dankzij deze aanval nooit afgebouwd.

## Specificatie
- Massa: 5443 kg
- Lengte: 6,35 m
- Diameter: 950 mm